# Lindavista, Pueblo Nuevo Solistahuacán
Lindavista är en ort i Mexiko.   Den ligger i kommunen Pueblo Nuevo Solistahuacán och delstaten Chiapas, i den sydöstra delen av landet, 700 km öster om huvudstaden Mexico City. Lindavista ligger 1 552 meter över havet och antalet invånare är 377.
Terrängen runt Lindavista är bergig västerut, men österut är den kuperad. Runt Lindavista är det ganska tätbefolkat, med 80 invånare per kvadratkilometer. Närmaste större samhälle är Pueblo Nuevo Jolistahuacan, 11,6 km söder om Lindavista. I omgivningarna runt Lindavista växer i huvudsak städsegrön lövskog.